# 단엽기

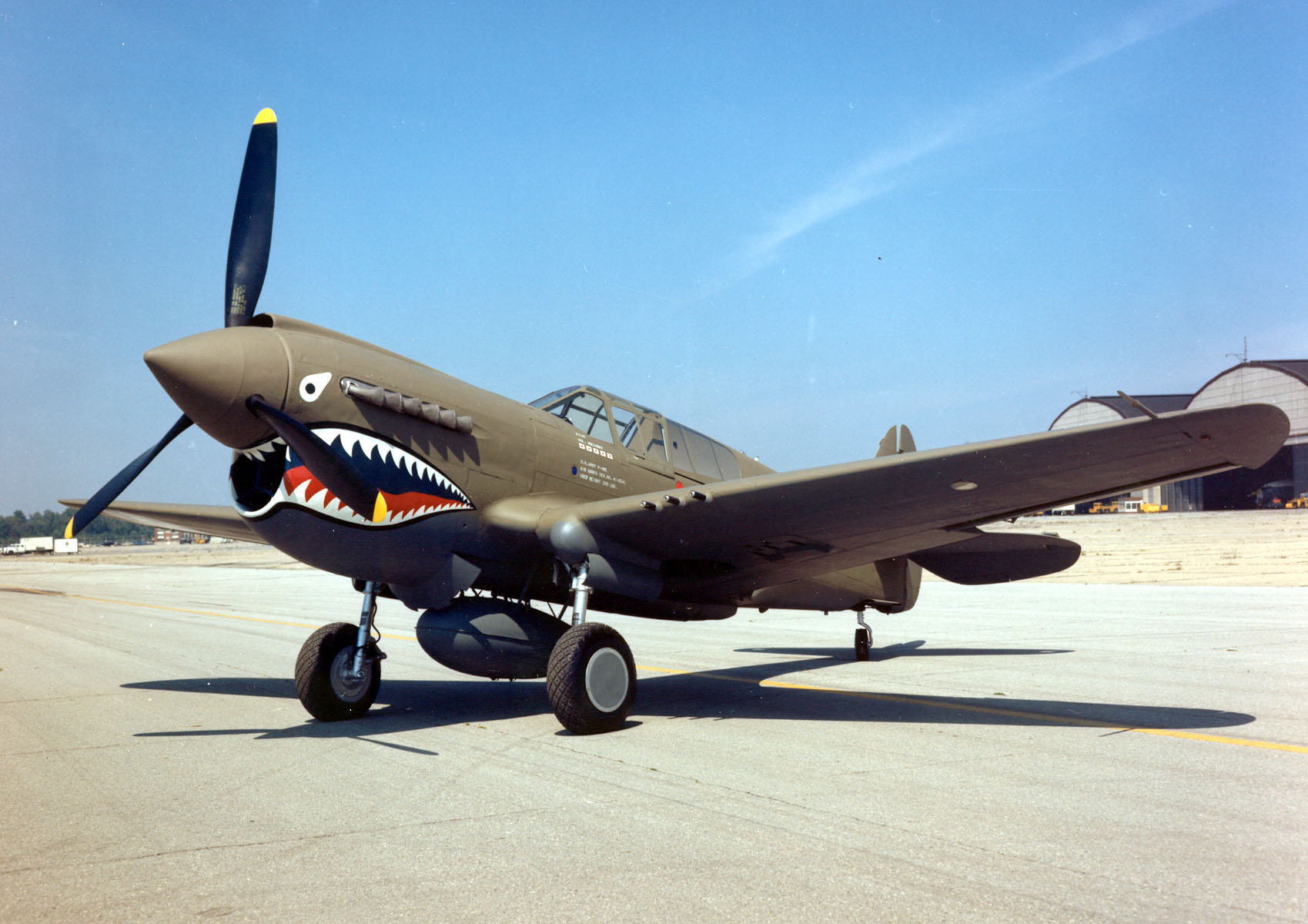
P-40

단엽기(單葉機)는 항공기에서 양력을 얻기 위한 날개가 하나만 있는 것을 말한다. 현재 항공기의 대부분은 날개가 하나만 있는 단엽기이다. 그러나 1940년대 이전의 항공기나 경비행기는 날개가 2개 이상있는 것도 있어서 그것과 구별 할 때 많이 사용된다.

## 특징

### 지원 및 무게
단엽기의 고유한 효율성은 모든 구조적 힘을 내부적으로 전달하는 캔틸레버 날개에서 가장 잘 달성된다. 그러나 실제 속도로 날기 위해서는 날개를 얇게 만들어야 하며, 이를 위해서는 날개를 충분히 강하고 단단하게 만들기 위해 무거운 구조가 필요하다.
외부 브레이싱을 사용하면 구조적 효율성을 높이고 무게와 비용을 줄일 수 있다. 주어진 크기의 날개에 대해 무게 감소로 인해 더 느리게 비행할 수 있으며, 더 낮은 출력과 더 경제적인 엔진을 사용할 수 있다. 이러한 이유로 개척 시대의 모든 단엽 날개는 보강되었으며 대부분은 1930년대 초반까지 사용되었다. 그러나 노출된 스트럿이나 와이어는 추가적인 항력을 발생시켜 공기역학적 효율성을 저하시키고 최대 속도를 감소시킨다.
고속 및 장거리 설계는 순수한 캔틸레버인 경향이 있는 반면, 저속 단거리 유형에는 버팀대가 제공되는 경우가 많다.

## 같이 보기
- 복엽기